# Vůdce malého plavidla
Vůdce malého plavidla (VMP) je osoba, která vede malé plavidlo. Každé plavidlo musí být při provozu na vodní cestě vedeno k tomu způsobilým vůdcem plavidla.

## Oprávnění k vedení malých plavidel

### Vybraná malá plavidla
Český zákon o vnitrozemské plavbě vyčleňuje z malých plavidel tzv. „vybraná malá plavidla“, která na rozdíl od ostatních malých plavidel nepodléhají evidenci. Do této skupiny patří malá plavidla o celkové hmotnosti včetně povoleného zatížení do 1000 kg nebo s vlastním strojním pohonem o výkonu do 4 kW nebo s celkovou plochou plachet do 12 m2. Plavidla nepodléhající evidenci nemusí být označena poznávacími znaky a nepodléhají ani povinnosti schvalování způsobilosti. Pro vedení „vybraného malého plavidla“ není třeba průkaz způsobilosti vůdce malého plavidla, ale vést je může každý, kdo je seznámen s technikou vedení plavidla a v potřebném rozsahu i s pravidly plavebního provozu. Pro vybraná malá plavidla bez strojního pohonu neplatí žádné věkové omezení, vybraná malá plavidla se strojním pohonem s výkonem do 4 kW může vést jen osoba od 15 let věku.
Mezi vybraná malá plavidla bez strojního pohonu typicky patří různé rekreační kánoe, kajaky, rafty, rybářské pramice, šlapadla, surfy atd., k jejichž vedení tedy není stanoven žádný věkový limit ani nutnost speciálního oprávnění, průkazu či zkoušek.  
Vyhláška v § 5 stanoví i další případy, kdy může malé plavidlo se strojním pohonem vést i osoba bez průkazu způsobilosti ve výtlačném režimu a s maximální rychlosti do 15 km/hod na vodních cestách méně významných, nesledovaných nebo účelových nebo na základě podmínek provozování půjčovny. 

### Malá plavidla podléhající evidenci
Pro vedení ostatních malých plavidel, tedy těch, která podléhají evidenci, zákon vyžaduje průkaz způsobilosti vůdce malého plavidla, což je osvědčení vydávané Státní plavební správou na základě vyhlášky č. 42/2015 Sb. o způsobilosti osob k vedení a obsluze plavidel. 
Opravnění a průkaz vůdce malého plavidla jsou určené výhraně pro vnitrozemské plavby na území České republiky, oprávnění vůdce rekreačního plavidla je koncipováno jako mezinárodní a je uznáváno na základě mezinárodní smlouvy.  
Vůdce malého plavidla je oprávněn vést plavidlo dané velikosti na všech vodních cestách v České republice.
Oprávnění vůdce rekreačního plavidla je oprávněním vyšším, tj. jeho držitel je oprávněn vést jakékoliv malé plavidlo na všech vodních cestách, ale také je oprávněn vést rekreační plavidlo, které je malým plavidlem, na zahraničních vodních cestách podle kategorie oprávnění.
Nárok na vydání mezinárodního průkazu způsobilosti vůdce rekreačního plavidla s délkou trupu do 24 m (tedy většího než malého) (kategorie M24) má osoba, která je držitelem průkazu vůdce malého plavidla pro oprávnění kategorie M nebo M a S nejméně 48 měsíců a úspěšně složila zkoušku odborné způsobilosti.

#### Podmínky získání průkazu
Podmínky pro vedení plavidel stanoví § 24 a násl. zákona č. 114/1995 Sb., o vnitrozemské plavbě. 
Podmínky pro získání průkazu vůdce malého plavidla stanoví § 13 vyhl. č. 42/2015 Sb. Průkaz se vydává na základě úspěšného vykonání zkoušky u Státní plavební správy. 
Pro vydání průkazu vůdce malého plavidla a mezinárodního průkazu vůdce rekreačního plavidla není zákonem stanovena povinnost absolvovat kurz. Uchazeč se tedy může rozhodnout, zda se připraví sám, nebo využije služeb některého ze školicích středisek. Možnost vést plavidlo bez oprávnění v rámci výcviku však zákon neřeší. 
Vyhláška č. 42/2015 Sb. stanoví v příloze též podmínky zdravotní způsobilosti, které musí být potvrzena lékařským posudkem. Požadavky na vůdce malého plavidla jsou o něco mírnější než požadavky na vůdce velkého plavidla, tj. u některých skupin diagnóz, které pro velké plavidlo způsobilost absolutně vylučují, je v případě malého plavidla necháno posouzení na posuzujícím lékaři. 
Státní plavební správa deklaruje jako podmínku pro kategorie M20, M, S20, S věk nejméně 16 let. Toto omezení je pro vydání průkazu způsobilosti k vedení malých plavidel stanoveno v § 25 zákona o vnitrozemské plavbě. Současně je stanovena podmínka dokončeného základního vzdělání.  
Zákon o vnitrozemské plavbě ani vyhláška o způsobilosti osob nevyžadují k vedení plavidla žádnou míru trestní bezúhonnosti ani předložení výpisu či opisu z trestního rejstříku. Státní plavební správa ani takové dokumenty nevyžaduje. Pro činnosti vyžadující speciální oprávnění však může soud v trestním řízení stanovit na omezenou dobu trest zákazu činnosti, pokud se pachatel dopustil trestného činu v souvislosti s touto činností. Vedení „vybraných malých plavidel“, k němuž průkaz není třeba, tedy tímto způsobem zakázat nelze.  
Za vydání nebo rozšíření průkazu zákon č. 634/2004 Sb., o správních poplatcích, v položce 37 sazebníku stanoví správní poplatek 500 Kč. Za ověření praktických dovedností při vedení malého plavidla plavebním úřadem je stanoven rovněž správní poplatek ve výši 500 Kč. 

#### Zkouška
Zkouška VMP se skládá z teoretické a praktické části. V teoretické části musí uchazeč prokázat znalosti z oblasti pravidel plavebního provozu, základů konstrukce plavidel a plavební nauky. Praktická zkouška („ověření praktických dovedností“) zahrnuje předvedení základních manévrů lodi před pověřeným zkušebním komisařem (pověření k ověřování praktických dovedností při vedení malého plavidla). 
Praktická část se neprovádí, pokud žadatel je již držitelem oprávnění vůdce nebo velitele pro některý z vyšších typů plavidel. Ověření praktických dovedností není vyžadováno pro kategorie M20 a S20.  
Nárok na vydání mezinárodního průkazu vůdce rekreačního plavidla pro kategorii oprávnění I má osoba, která splnila požadavky pro vydání průkazu vůdce malého plavidla.
Zkouška pro získání mezinárodního průkazu vůdce rekreačního plavidla pro kategorii oprávnění C navíc zahrnuje písemné testy ze základů mezinárodního námořního práva a pravidel plavebního provozu pro pobřežní vody, ze základů navigace a značení mořských vodních cest, ze základů meteorologie a ze základů bezpečnosti a záchrany života na moři.

#### Kategorie
Oprávnění vůdce malého plavidla: 
- M – vedení malého plavidla bez vlastního strojního pohonu a plavidla s vlastním strojním pohonem bez omezení výkonu
- M20 – vedení malého plavidla bez vlastního strojního pohonu a plavidla s vlastním strojním pohonem s omezením výkonu motoru do 20 kW
- S – vedení malého plavidla bez vlastního strojního pohonu a plachetnice bez omezení celkové plochy plachet
- S20 – vedení malého plavidla bez vlastního strojního pohonu a plachetnice s omezením celkové plochy plachet do 20 m2

Oprávnění vůdce rekreačního plavidla, které je malým plavidlem: 
- I – na vnitrozemských zahraničních vodních cestách, na kterých je toto oprávnění uznáváno podle rozhodnutí mezinárodní organizace
- C  – v pobřežních mořských vodách, na kterých je toto oprávnění uznáváno podle rozhodnutí mezinárodní organizace, do 1 námořní míle od pevniny nebo pobřežních ostrovů, do 4° Beaufortovy stupnice.

Zkratky kategorií vycházejí z angličtiny: M = motorized craft, S = sailing craft, I = inland waters, C = coastal waters). Číselný index podle kontextu vyjadřuje délku lodi v metrech nebo výkon motoru v kW nebo plochu plachet v m2. 